# Гебхард XXIII фон Алвенслебен
Гебхард XXIII фон Алвенслебен (на немски: Gebhard XXIII von Alvensleben; * 15 април 1584; † 6 юни 1627) е благородник от род фон Алвенслебен, бранденбургски хауптман, пфанд-хер и амт-хауптман на Бесков и Щорков (1613 – 1625) и на Котбус и Пайц (1625 – 1627) в Бранденбург.

## Биография
Той е третият син (от 13 деца) на държавния съветник Гебхард XXII фон Алвенслебен (1543 – 1609) в дворец Нойгатерслебен в Саксония-Анхалт, и първата му съруга Катарина Луция фон Пенц (1561 – 1586). Внук е на Магдебургския таен съветник Лудолф X фон Алвенслебен (1511 – 1596) и Берта фон Бартенслебен (1514 – 1587). Баща му се жени втори път 1587 г. за Хелена фон Хан († 1591) и трети път 1592 г. за София фон Манделслох († 1611). Братята му са Лудолф фон Алвенслебен, Йоахим фон Алвенслебен, Ото Бусо фон Алвенслебен и Андреас фон Алвенслебен († сл. 25 април 1632). Полубрат е на катедралния господар Куно фон Алвенслебен (1588 – 1638).
Гебхард фон Алвенслебен следва от 1604 г., заедно с брат си Куно, в университета във Витенберг и след това в Страсбург. Той има таланти, интересува се най-вече от математика и свири на няколко инструмента.
Гебхард взема назаем 26 000 талера от курфюрст Йохан Сигизмунд фон Бранденбург и през 1613 г. е поставен от него за хауптман на Бесков и Щорков. През това време той има конфликти с тамошните благороднически фамилии и гражданите на Бесков.
Гебхард умира внезапно на 6 юни 1627 г. по време на път и е погребан в Горната църква в Котбус. Гробният му камък се намира зад олтара. Собствеността му е разрушена през Тридесетгодишната война и фамилията му остава обедняла.

## Фамилия
Гебхард XXIII фон Алвенслебен се жени 1613 г. в Кьопеник за Кристина фон Дизкау (* 1589; † 7 септември 1636), дъщеря на бранденбургския таен съветник Хиронимус фон Дизкау и Анна фон Пфлугк. Те имат децата:
- Анна Катарина, омъжена за Фридрих Апел фон Лютихау
- Кристина Луция
- Гебхард XXV фон Алвенслебен (* 1618; † 1 октомври 1681, дворец Нойгатерслебен в Саксония-Анхалт), таен съветник в Магдебург и историк, женен 1650 г. за Агнес фон Раутенберг (1616 – 1686)
- Хелена Маргарета
- Ева
- София
- Урсула

Вдовицата му Кристина фон Дизкау става дворцова дама на София фон Липе, втората съпруга на княз Лудвиг I фон Анхалт-Кьотен.